# Ambasciatori del Meclemburgo in Austria
L'ambasciatore del Meclemburgo in Austria era il primo rappresentante diplomatico dei granducati di Meclemburgo-Schwerin e Meclemburgo-Strelitz in Austria.
Le relazioni diplomatiche iniziarono ufficialmente nel 1808 per il Meclemburgo-Schwerin e nel 1818 per il Meclemburgo-Strelitz e terminarono nel 1871 quando, con la costituzione dell'Impero tedesco, le funzioni di rappresentanza passarono all'ambasciatore tedesco in Austria.

## Ambasciatori
| Ambasciatori del Meclemburgo-Schwerin (1808-1871) - 1807–1829: Franz (Anton) von Ditterich von und zu Erbmannszahl - 1829–1835: vacante - 1835–1856: Adolph von Philipsborn - 1856–1857: vacante - 1857–1858: Bernhard Vollrath von Bülow - 1858–1871: Carl von Gamm 1871: Chiusura dell'ambasciata | Ambasciatori del Meclemburgo-Strelitz (1818-1871) - 1818–1830: Relazioni gestite dall'ambasciatore del Meclemburgo-Schwerin - 1830–1831: Peter von Piquot - 1831–1871: Relazioni gestite dall'ambasciatore del Meclemburgo-Schwerin 1871: Chiusura dell'ambasciata |